# Dénes István (riporter)
Dénes Gábor István (Nagyszénás, 1951. július 24.—) 1974-től vett részt külső munkatársként Padisák Mihály "Miska bácsi levelesládája" és a "Játékmester kerestetik" c. országos vetélkedő műsoraiban. 1977-től lett a Szórakoztató Osztály szerkesztő-riportere és műsorvezetője. 
1992-1994-ig  a Petőfi Rádió, a család rádiója adófőszerkesztője volt. Átalakította, megújította a Petőfi Rádió arculatát. 1994-ben - mivel a kommunisták győztek a parlamenti választásokon - önként felállt főszerkesztői székéből és 20 év után végkielégítés nélkül távozott. Erről az időszakról szól a 2023-ban megjelent  "Agyonhallgatás" c. könyve. 
1995-től a Menedzserek Országos Szövetségének főtitkára lett. Ugyancsak 20 évig irányította a szervezetet.